# Sad ibn Muadh
Sad ibn Muadh (àrab: سعد بن معاذ, Saʿd b. Muʿāḏ) fou un cap de la tribu dels Banu Aws a Yàthrib, la futura Medina.

## Biografia
És des de l'arribada a Yathrib de Mahoma que Sad ibn Muadh es va convertir a l'islam. Segons Maxime Rodinson al llibre Mahomet, edicions du Seuil, 1994, pàg. 188, la conversió a l'islam dels dos caps principals dels Banu Aws, que eren Ussayd ibn Hudayr i Sad ibn Muadh, va ser d'una importància capital.
Sad ibn Muadh va ser llavors un dels principals caps musulmans de la batalla de Badr. En la llista dels tres-cents catorze musulmans que van combatre a Badr, Ibn Ishaq cita a Sad ibn Muadh en primer en el grup dels Ansar.
Durant la batalla del Fossat (o de la Rasa) contra els quraixites i els ghatafan, va ser greument ferit d'una fletxa que li va tallar la vena mediana del braç. És a ell a qui se li va adreçar Mahoma, demanant-li que jutgi els jueus de la tribu dels Banu Quraydha, que s'acabaven de rendir. Davant els musulmans reunits, a qui Mahoma havia demanat «Aixequeu-vos per acollir el vostre cap», Sad ibn Muadh pronuncia el veredicte: «El meu judici és que es mati els homes, que es comparteixin els béns i que es posin en captivitat les dones i els nens». Sad ibn Muadh no va sobreviure a la seva ferida i va morir poc després.
Es diu, segons un hadit de Bukhari, que Sad era molt amic d'Umayya ibn Khàlaf. Quan era a la Meca, es trobava amb Umayya i quan Umayya era a Medina, es trobava amb Sad. Abans de la Batalla de Badr, Sad va anar una vegada a la Meca per a fer-hi el petit pelegrinatge (umra) amb Umayya, que no era musulmà. Per casualitat, van trobar Abu-Jahl. Sempre segons aquest hadit de Bukhari, van tenir una discussió, el to va pujar i Sad va amenaçar Abu-Jahl de tallar la carretera de la Meca cap a Síria. Va informar Umayya que Mahoma amenaçava de matar-lo. Abu-Jahl va morir a Badr.